# Леоновский сельсовет (Воскресенский район)
Леоновский сельсовет — упразднённая административно-территориальная единица, существовавшая на территории Московской губернии и Московской области до 1929 и 1954—1977 годах.
Леоновский сельсовет был образован в первые годы советской власти. По данным 1919 года он входил в состав Михалевской волости Бронницкого уезда Московской губернии.
По данным 1926 года в состав сельсовета входил 1 населённый пункт — деревня Леоново.
В 1929 году Леоновский с/с был упразднён, а его территория присоединена к Силинскому с/с.
14 июня 1954 года Леоновский с/с был восстановлен в составе Виноградовского района Московской области путём объединения Силинского и Лидинского с/с.
7 декабря 1957 года Виноградовский район был упразднён и Леоновский с/с вошёл в состав Воскресенского района.
30 декабря 1962 года Воскресенский район был упразднён и Леоновский с/с вошёл в Люберецкий сельский район. 
21 ноября 1964 года Люберецкий сельский район был переименован в Люберецкий, в состав которого вошёл Леоновский с/с.
11 января 1965 года Леоновский с/с был возвращён в восстановленный Воскресенский район.
28 января 1977 года Леоновский с/с был упразднён. При этом его территория была передана в Конобеевский с/с.